# 簗田氏
簗田氏（やなだし）は、日本の武家。室町時代・戦国時代に下総国・関宿城（千葉県野田市）及び水海城（茨城県古河市）を根拠として活動した。鎌倉公方・古河公方の家臣であり、特に古河公方の時代には筆頭重臣になった。嫡流の関宿簗田家、傍流の水海簗田家に分かれた。

## 歴史

### 起源
『与吾（与五）将軍系図』（東昌寺所蔵） によれば、桓武平氏流大掾氏一門の平維茂の子・良衡を祖とする。良助（良資）の代に、近江国久田郡の余呉湖付近から下野国梁田郡簗田御厨（梁田御厨）に移住し、名字の地とした。
系図の信憑性の具体性は判明できないが、鎌倉時代の簗田氏は簗田御厨の小領主であり、開発領主級の大規模領主ではなかった、また、当時から足利氏家臣だったが、高い地位にはなかったと考えられている。
この通説に対し、新しい説として、早い時期に簗田氏は足利氏宗家を離れて庶流である斯波氏の譜代家臣となり、武衛家に仕えて尾張国に下った流、越前国に下った後に奥州斯波氏に仕えた流、後者の庶流と推定される関東地方に残っていた斯波氏所領の代官となった流などに分立し、その関東にいた一流が鎌倉府の勢力拡大と共にその奉公衆に組み込まれたとする説が提示されている（太田荘や『簗田家譜』に足利基氏が簗田経助に与えたと記す武蔵国小沢郷は、鎌倉府に従属した簗田氏が押領した斯波氏の所領であった可能性がある）。この説によれば、織田信長に仕えた尾張の簗田政綱や南部信直に寝返って奥州斯波氏の滅亡を作ったとされる簗田詮泰は関東の簗田氏と同族と推定されている。

### 鎌倉公方期
室町時代になると、南北朝以降に鎌倉府・奉公衆となり、下河辺荘が鎌倉府の根拠地として整備される過程で、簗田御厨から武蔵国太田荘を経て下河辺荘に移住した。また、室町幕府第6代将軍足利義教の圧迫を受けて第4代鎌倉公方・足利持氏に叛旗を翻した常陸国の佐竹義人が永享8年（1436年）に持氏に降伏・帰参した際に佐竹氏の所領であった武蔵国埼西郡33郷と下総国下河辺荘関宿の7か村を降伏の仲介の労を取った簗田満助に譲ったと伝えられている。関宿に近い現在の茨城県五霞町には、簗田満助の菩提寺・東昌寺が現存することから、移住の時期は満助の頃と推定される。第4代鎌倉公方・足利持氏は、下河辺荘・古河を拠点として、上杉禅秀の乱鎮圧や北関東の京都扶持衆弾圧を行い、簗田氏はその先兵となった。さらに満助の娘が足利持氏に嫁いで血縁関係を持ったこともあり、鎌倉府内での地位を向上させていったが、持氏が京都・室町幕府と対立して、永享の乱で敗死したため、一時的に逼塞した。

### 古河公方期
文安4年（1447年）、第5代鎌倉公方・足利成氏のもと鎌倉府が再興されると、奏者の地位を確立。享徳4年（1455年）、成氏が古河に移座した後は、簗田持助（持資）とその子・成助（成資）は初代古河公方となった成氏の重臣になる。関宿城を本拠として、古河公方の軍事力を担い、御料所・下河辺荘の経営にも活躍した。簗田氏には水海城もあり、拠点とした時期の前後関係は不明確だが、以降は嫡流・関宿簗田氏と傍流・水海簗田氏に分かれた。
傍流の簗田政助（政資）が実質的な当主として活躍した時期には、後継者をめぐる内紛があったものの、簗田高助（高資）が家督を継ぐと収束し、所領の集中・封建的家臣団の整備・家督権の強化が進められた。高助の頃には古河公方重臣の中でも筆頭宿老となったと考えられている。後北条氏の台頭が始まると、古河公方体制内への浸透を防ごうとしたが、河越城の戦いにて、扇谷上杉氏・山内上杉氏・古河公方連合軍が北条氏康軍に敗れたため、出家して家督を簗田晴助（晴資）に譲った。
天文21年（1552年）、北条氏康の圧力により、古河公方後継者が簗田氏縁者の足利藤氏から、氏康の甥にあたる足利義氏に交代した。簗田氏にとって大きな打撃となったはずだが、引き続き公方重臣として活躍し、義氏が元服後に鎌倉・鶴岡八幡宮に参拝した際にも、晴助が太刀役を勤めている。後北条氏は義氏擁立に成功したものの、古河公方権力はまだ掌握しておらず、簗田氏対策がその課題として残った。
永禄元年（1558年）、第5代古河公方・足利義氏が関宿城に移座し、晴助は城を明け渡して、代わりに与えられた古河城に移った。後北条氏が簗田氏の在地支配権弱体化を計ったものと考えられる。永禄3年（1560年）、上杉謙信が関東侵攻を始めると、晴助は公方・足利義氏の元を離れ、謙信を支えて北条氏政に対抗した。義氏に対抗する古河公方として、謙信が新たに擁立した足利藤氏、および前関白・近衛前久、関東管領・上杉憲政を古河城に迎え入れている。のちに古河城は後北条氏に奪われたが、晴助も関宿城を取り戻す。永禄8年（1565年）からは3次にわたる関宿合戦が始まり、晴助・持助（持資）父子は後北条氏に対して和睦と抵抗を繰り返した。しかし天正2年（1574年）、ついに持助は降伏して関宿城を明け渡し、支城だった水海城に移って後北条氏に従属した。このときに後北条氏は古河公方権力を掌握したと考えられており、以後、古河公方は形式的・伝統的な存在となった。

### 関宿合戦以後
簗田持助（持資）の後は、助縄（資縄）が一時的に当主となり、さらに助利（資利・貞助）に引き継がれた。
天正18年（1590年）、豊臣秀吉による小田原合戦では、簗田助利は小田原城に在陣。簗田氏は後北条氏とともに一旦滅亡したものの、慶長7年（1602年）に徳川家の家臣として再興。しかし、慶長20年（1615年）の大坂夏の陣にて、簗田助利は子の権三郎・助良（資良）とともに戦死した。
助良には嗣子がなかったが、妹の子・助政（資政）が家督を継ぎ、江戸時代に引き継がれていった。江戸小川町表猿楽町（東京都千代田区）に屋敷を拝領し、幕府の先手与力や留守居与力を代々勤めた。

## 河川と簗田氏
簗田御厨から下河辺荘に移った背景に関して、どちらも渡良瀬川・太日川水系に面していたため低湿地が多く、水害対策技術が荘園経営に必須であった点が指摘されている。簗田氏はこのための特殊な技量を持ち、鎌倉府御料所経営の適任者として認められていたと考えられている。
古河公方期にも、簗田氏が拠点とした関宿地域は、当時の関東地方の二大水系、すなわち、常陸川水系（現在の利根川下流域・霞ヶ浦・北浦）及び東京湾へ流れ出る旧利根川・渡良瀬川（太日川）水系を連結する交通・物流の要衝となっていたことは良く知られている。さらには、江戸湾～旧利根川・渡良瀬川の水上交通、すなわち、鎌倉～品川湊～水海・関宿～古河の物流ルートを把握してきたことも特筆される。
簗田氏が鎌倉公方・古河公方の重臣として地位を向上させていく背景には、川との関わりが重要な要素となっている。

## 主な当主

### 簗田助良（良助）
簗田助良は勘解由左衛門尉とも呼ばれる。称名寺（横浜市金沢区）宛に、助良が鎌倉公方・足利持氏の意向を伝える文書が残されており、持氏の奏者を勤めていたことがわかる。助良は官途や受領名から、系図にある「簗田良助」と同一人物と推定されている（ただし、簗田満助の正しい名前が助良であるとする説もある（後述））。助良・満助父子は簗田氏の直接的な祖先とされる。『簗田家譜』によれば、上杉禅秀の乱では足利持氏に従い、粉骨を尽くして傷を受けたとされる。

### 簗田満助
簗田満助は河内守とも呼ばれる。助良の子。永享10年（1438年）、永享の乱のなかで討死した。満助の娘が鎌倉公方・足利持氏の室となり、子を儲けている。『与吾将軍系図』 では、初代古河公方となる足利成氏の母とされている。ただし、古河公方関係系図には成氏の母は記載されていない。満助の娘は、もとは満助の兄・簗田直助の娘だったが、当主・満助の養女となった。
実名中の「満」は鎌倉公方・足利満兼の偏諱と考えられる。『簗田家譜』では「御家之鑑」、簗田氏中興の祖とされている。なお、満助は助良と同一人物である可能性が指摘されている。そもそも、満助の名前が登場するのは『簗田家譜』などの後世の系図のみで同時代の古文書で実在を確認できるのは助良のみであるという指摘もある。

### 簗田持助
簗田持助は中務丞・中務少輔・河内守とも呼ばれる。応永29年（1422年）－文明14年4月6日（1482年4月23日）。満助の子。関宿城主。実名中の「持」は鎌倉公方・足利持氏の偏諱である。享徳の乱では、古河公方・足利成氏を軍事面で支えたほか、成氏と旗下の武将を結ぶ奏者としても活躍した。

### 簗田成助
簗田成助は中務大輔・河内守とも呼ばれる。生没年不詳だが文明～永正年間（1469 - 1521年）に活躍。持助の子。古河公方の足利成氏・ 政氏父子の家臣。関宿城主。享徳の乱では上杉方と講和交渉に携わった。
実名中の「成」は古河公方・足利成氏の偏諱と考えられる。

### 簗田政助
簗田政助は右京亮・大炊頭とも呼ばれる。生没年不詳だが長享～永正年間（1487 - 1521年）に活躍。持助の子、成助の弟。水海城主。実名中の「政」は古河公方・足利政氏の偏諱である。政氏の側近として活躍し、永正7年（1510年）の古河公方家内紛の際には政氏を支持したため、子の高助と対立した。
政助は水海・三島明神社に鰐口を寄進していることから、傍流の水海簗田氏出身だったと推定され、正式な当主であったかは不明確な点もある。兄・成助の嫡子「簗田中務少輔」が次代当主に予定されていたが、何らかの理由で政助が当主を引き継いだ、その過程では簗田氏に内訌が起こった可能性もあるとされる。　しかし当主でないとする解説もあり、統一されていない。

### 簗田高助
簗田高助は八郎・中務大輔・河内守とも呼ばれる。明応9年（1493年）－天文19年9月晦日（1550年11月8日）。政助の子、成助の養子。関宿城主。実名中の「高」は古河公方・足利高氏（高基）の偏諱である。永正7年（1510年）の古河公方家内紛の際には、足利高基を支持し、足利政氏を支持した実父・政助と対立。高基が実権を握ると、古河公方重臣のなかでも最大の勢力を持った。娘は第4代公方・足利晴氏の室。後北条氏が台頭すると、その交渉窓口となった。大永4年（1524年）、『簗田家譜』を作成。

### 簗田晴助
簗田晴助は八郎・中務大輔・河内守とも呼ばれる。大永4年10月24日（1524年11月19日）－文禄3年9月24日（1594年11月6日）。高助の子。古河公方家の宿老。関宿城・水海城主。実名中の「晴」は古河公方・足利晴氏の偏諱である。後北条氏に対抗し、上杉謙信と同調したほか、越相同盟以後は武田信玄とも交渉した。関宿合戦で敗れた後、簗田氏は後北条氏に従属したが、小田原合戦では、水海城にて豊臣秀吉軍の浅野長吉と交渉・開城を決め、のちに簗田氏が徳川家の家臣となる契機となった。

### 簗田持助
簗田持助は八郎・中務大輔とも呼ばれる。天文18年8月15日（1546年9月6日）－天正15年5月14日（1587年6月19日）。晴助の嫡子。古河公方・足利義氏の宿老。関宿城・水海城主。父の晴助とともに後北条氏に対抗してきたが、天正2年（1574年）の第3次関宿合戦で敗れた後は、後北条氏を後ろ盾とした古河公方・足利義氏の忠臣として活躍した。

### 簗田助縄
簗田助縄は平四朗・左近将監とも呼ばれる。生没年不詳だが永禄～天正年間（1558 – 1592年）に活躍。高助の子、晴助の弟。古河公方家臣。水海城主。甥の持助が死去した際に、一時的に家督を継承した。

### 簗田助利（貞助）
簗田助利は平四朗とも呼ばれる。生年不詳－元和元年5月7日（1615年6月3日）。助縄の子。持助が死去したときに簗田宗家の養子になったと考えられる。古河公方家臣。水海城主。小田原合戦後は徳川家康に仕えた。慶長20年（元和元年・1615年）の大坂夏の陣にて、子の権三郎・助吉と共に戦死。 その後は、助吉の妹により簗田家が再興され、妹の子・簗田助政が家督を引き継いで、幕臣として江戸時代を迎えた。
助利の名前は系図に見られないが、『与吾将軍系図』 における「貞助」と同一人物であると考えられている。

## その他の主な人物

### 簗田助実
簗田助実は右馬助とも呼ばれる。生没年不詳だが、天正年間（1573 – 1592年）に活躍。古河公方・足利義氏、氏姫の家臣。 系図に名前が見られないため、傍流・水海簗田氏の人物と考えられる。 

## ゆかりの寺社
- 東昌寺：　茨城県五霞町山王山にある曹洞宗寺院。永享元年（1429年）、即庵宗覚が山王山（千葉県野田市関宿町山王）に建立した六国寺が起源（『東昌寺開山行業之記』）。嘉吉元年（1441年）、簗田持助が父・簗田満助の菩提を弔うために諸堂を再造営し、「六国山東昌寺」に改称したとされる（『与五将軍系図』）。創建の地は逆川西側の茨城県五霞町山王で、現在地より関宿に近かったが、大永4年（1524年）に兵火のため焼亡し、現在地に移転した（『東昌寺由緒書』）。持助が文明8年（1476年）に寄進した梵鐘が残されている。[33]
- 安禅寺：　茨城県古河市磯部にある曹洞宗寺院。寛正6年（1465年）、簗田持助により創建。開山は東昌寺二世の能山聚藝。山号は能江山、院号は寿祥院である。院号は簗田持助の法号による。当寺の『由緒書』によれば、「七、八十年前」すなわち1592～1602年頃に火災により全焼したが、10年後に再建された。現在も簗田持助の墓と伝えられる寿祥塔、および、その他の簗田氏一族のものと思われる五輪塔が9基残されている。[33] [34]
- 普舜院：　茨城県古河市水海にある曹洞宗寺院。天正3年（1575年）、簗田晴助が父・簗田高助の菩提を弔うために水海の柳原に創建。開山は東昌寺七世の明巌賢聡。山号は水海山である。創建時の院号は高助の法号より「冨春院」と称した。天正18年（1590年）、小田原合戦にともなう兵火で焼亡。のちの元禄3年（1690年）、関宿城主の牧野成貞が娘の供養のため、現在地の内水海に再建、「普舜院」に改称した。[35]